# شوهي تيرادا
شوهي تيرادا (مواليد 23 يونيو 1975 في يوكوسوكا، كاناغاوا) هو لاعب كرة قدم ياباني دولي سابق كان يلعب كمدافع. اعتزل اللعبة في نهاية موسم 2010. كانت مباراته الدولية الأولى في 27 مايو 2008 في مباراة ودية ضد باراغواي. وأصبح بعمر 32 عاماً و339 يوماً، رابع أكبر لاعب يمثل اليابان لأول مرة.

## مسيرته الكروية
لعب شوهي تيرادا خلال مسيرته الاحترافية مع نادِ واحدٍ في 12 موسمًا وسجل خلالها 8 أهداف ضمن 191 مباراة. ولم يفوز بأي موسم بالكأس أو بالدوري.
خاض شوهي تيرادا مسيرته مع نادي كاواساكي فرونتال في موسم 1999 ليلعب معه اثنا عشر موسمًا، مشاركًا في 191 مباراة سجل خلالها 8 أهداف.

## روابط خارجية
- شوهي تيرادا على موقع الاتحاد الدولي (مؤرشف)  (الإنجليزية)
- شوهي تيرادا على موقع رابطة كرة القدم اليابانية للمحترفين (اليابانية)
- شوهي تيرادا على موقع قاعدة بيانات كرة القدم.إي يو (الإنجليزية)
- شوهي تيرادا على موقع ناشيونال فوتبول تيمز (الإنجليزية)
- شوهي تيرادا على موقع Soccerway.com (الإنجليزية)
- شوهي تيرادا على موقع عالم كرة القدم.نت (الإنجليزية)
- شوهي تيرادا على موقع كووورة